# Pęknięte zwierciadło
Pęknięte zwierciadło – brytyjski kryminał z 1980 roku na podstawie powieści Agaty Christie Zwierciadło pęka w odłamków stos.

## Główne role
- Angela Lansbury - Panna Jane Marple
- Wendy Morgan - Cherry
- Margaret Courtenay - Pani Bantry
- Charles Gray - Bates
- Maureen Bennett - Heather Babcock
- Carolyn Pickles - Pani Giles
- Eric Dodson - Major
- Richard Pearson - Doctor Haydock
- Thick Wilson - Burmistrz
- Pat Nye - Burmistrzowa
- Geraldine Chaplin - Ella Zielinsky
- Tony Curtis - Martin N. Fenn
- Edward Fox - Inspektor Craddock
- Rock Hudson - Jason Rudd
- Kim Novak - Lola Brewster
- Elizabeth Taylor - Marina Rudd
- Marella Oppenheim - Margot Bence
- Anthony Steel - Sir Derek Ridgeley (Morderstwo o północy)
- Dinah Sheridan - Lady Amanda Ridgeley (Morderstwo o północy)
- Oriane Grieve - Kate Ridgely (Morderstwo o północy)
- Kenneth Fortescue - Charles Foxwell (Morderstwo o północy)
- Hildegarde Neil - Lady Foxcroft (Morderstwo o północy)
- Allan Cuthbertson - Peter Montrose (Morderstwo o północy)
- George Silver - Da Silva (Morderstwo o północy)
- John Bennett - Barnsby (Morderstwo o północy)
- Nigel Stock - Inspektor Gates (Morderstwo o północy)

## Fabuła
Rok 1953. W St. Mary Mead realizowany jest film o Marii Stuart robiony przez Amerykanów. Wśród aktorów są dwie gwiazdy: Lola Brewster i Marina Rudd. Panie się bardzo nienawidzą i nawzajem by się pozabijały. Kiedy na przyjęciu urządzonym na cześć filmowców właścicielka domu Heather Babcock wypija drinka przygotowanego dla Mariny i pada martwa, wszyscy sądzą, że to był zamach na aktorkę. Ale inspektor Scottland Yardu Craddock ma wątpliwościi w sprawie. Prosi o pomoc swoją ciotkę panią Marple.

## Nagrody i nominacje
Nagrody Saturn 1981
- Najlepsza aktorka - Angela Lansbury (nominacja)